# 二礼二拍手一礼

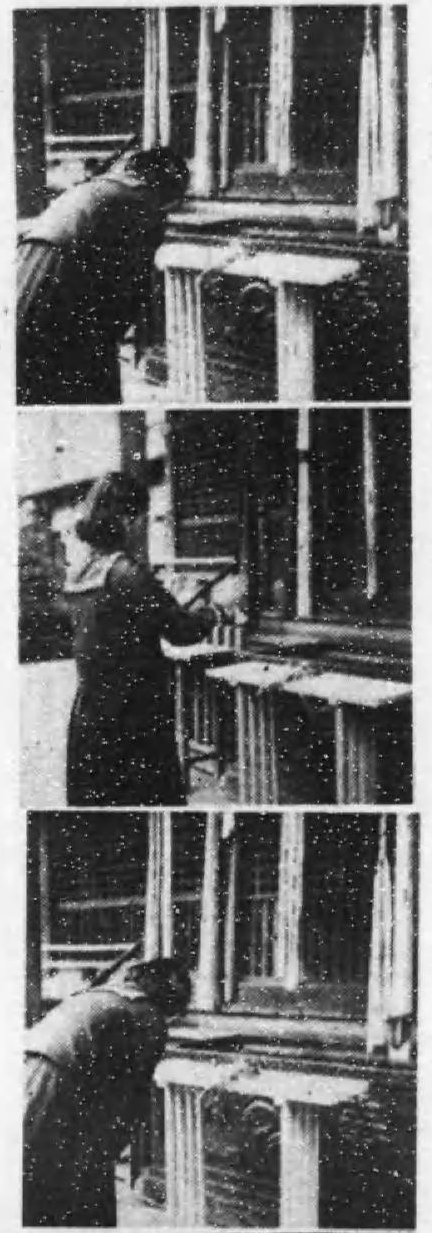
戦前の二拝二拍手一拝の例。上段が二拝、中段が二拍手、下段が一拝。玉串を捧げた後の拝礼であり、前方の机の上に玉串が見える。出典：。

二礼二拍手一礼（にれいにはくしゅいちれい）は、日本の神社で用いられる拝礼作法で、まずお辞儀を二度行い、二度手を叩き(拍手)、最後にもう一度お辞儀を行うもの。神社本庁・伊勢神宮・靖国神社などはこの種の参拝作法を二拝二拍手一拝と呼ぶ。二礼二拍手一礼という呼称は東京都神社庁や東京大神宮、報道機関などが用いている。なお、拝礼の作法は神社や地域によって特色があり、厳格な決まりはない。

## 概要
神社の参拝作法は時代ともに変化してきており、現在は二拝二拍手一拝が基本形になっているといわれる。二礼二拍手一礼は戦後に一般化した作法であり、神社によっては別の作法をとることもある。現在、多くの神社で二礼二拍手一礼を奨励する掲示があり、若い世代を中心に多くの参拝者がこれに従っている。

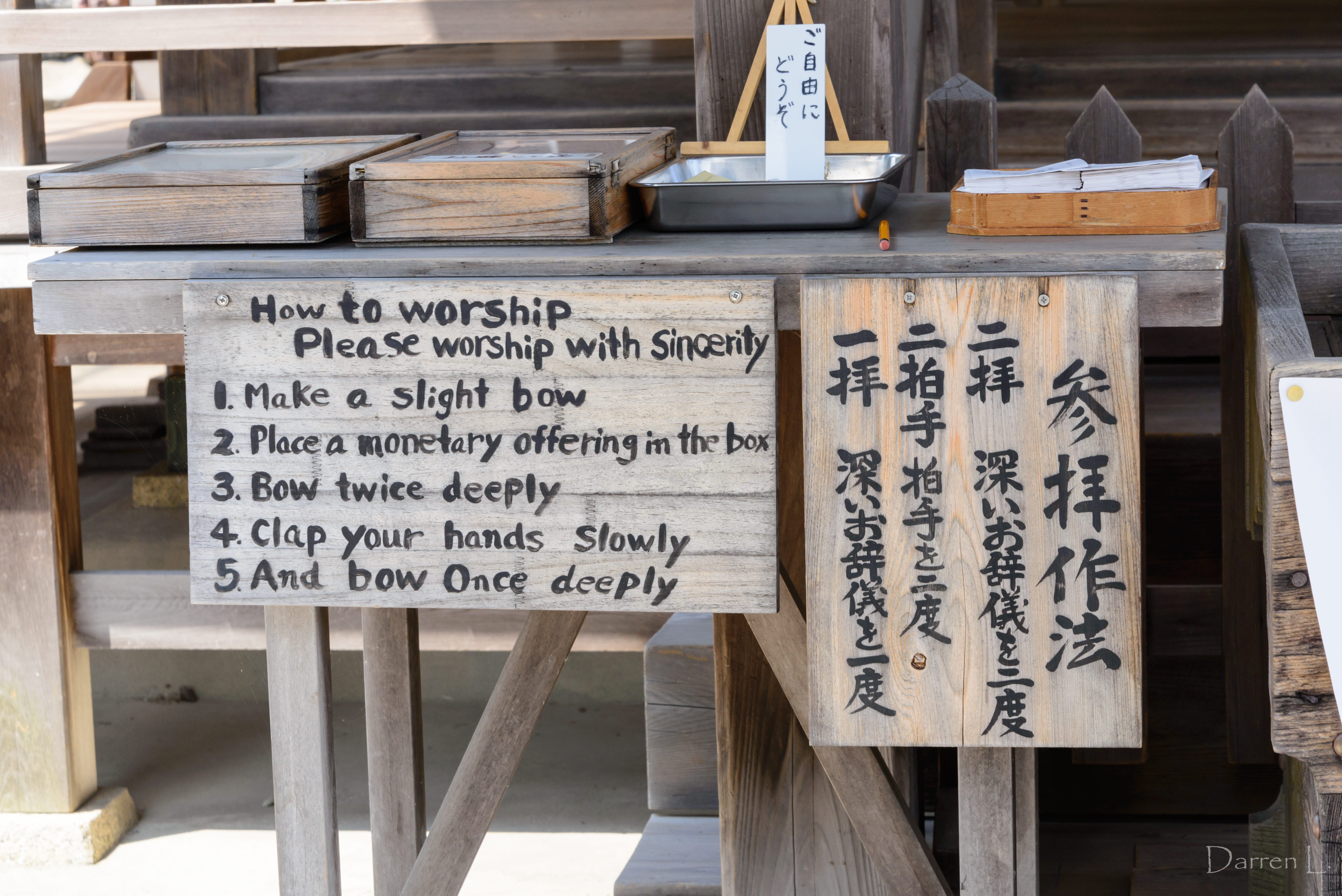
参拝作法、2016年、名古屋。二拝二拍手一拝の作法が日本語と英語で説明されている。

二礼二拍手二礼（または二拝二拍手一拝）の作法は神社によって多少異なるが、例えば伊勢神宮は「参拝の作法（二拝二拍手一拝）」を次のように示している。
1. 神前に進み姿勢を正す。
2. 背中を平らにし、腰を90度に折り、深いお辞儀を2回する。
3. 両手を胸の高さで合わせ、右手を少し下にずらす。
4. 両手を肩幅程度まで開き拍手を2回打つ。
5. ずらした指先をもとに戻し、深いお辞儀を1回する。

最後の一拝の前に両手を降ろす指示はないが、動画をみると両手を降ろしている。
二礼二拍手一礼は社頭拝礼の際に行われる（後述）。二拝二拍手一拝は社頭拝礼のほかに、昇殿参拝・玉串拝礼の際にも行われる（後述）。戦前には儀式で伊勢神宮を遠くから拝むときに二拝二拍手一拝を行うことがあった（後述）。

## 歴史
伊勢神宮によると、深いお辞儀を拝（はい）といい、手を打ち鳴らすことを拍手（はくしゅ）という。拝も拍手も古来から行われる敬礼作法であるというが、二拝二拍手一拝の由来については言及していない。神社本庁によると、参拝作法は長い間変化してきており、現在は二拝二拍手一拝が基本形となっているという。

### 二礼二拍手一礼普及前の神前拝礼
古事類苑によると、本来の拝礼は座ったまま拝んで拍手を打つ「座拝拍手」であったようである。
拝は古く「をろがむ」と訓じ、後に転じて「をがむ」というようになった。仏教が徐々に盛んになるにつれて「をがむ」という言葉は仏式の合掌を意味するようになり、古来の拝は音読みして「ハイ」というようになり、また転じて「礼」ともいうようなった。
古来の拝は座ったまま拝む座拝であり、立って拝む立拝は中国や朝鮮の礼式を真似ねてから始まった。立拝には拝の回数によって一拝、二拝、四度拝、八度拝があった。二拝は拝を二度行うもので、「再拝」といった。四度拝は再拝を二度行うものであり、「両段再拝」といった。八度拝は両段再拝を2度行うものであった。三拝や九拝もあるが、これは仏式の礼であった。
立拝も座拝も行われていたが、民間の普通の拝はみな座拝であったようである。特に女性は座拝をする傾向があり、男性が立拝するときでも女性は座拝しかしないことがあった。
拍手とは手と手を打ち合わせることで、後世に間違って柏手と書いて「かしはで」と読んだ。拍手は、桓武天皇の時代まで元旦の儀式で用いていたが、その儀式に渤海人を陪席させるにあたって用いなかったことがあり、それ以来長くこれを廃するようになり、神事にしか用いなくなった。拍手の数は「八開手」といって、8回拍手するのを一段とした。最大で四段、すなわち32回拍手するのを究極とした。
手を拍つことの緩急をもって長拍手と短拍手を区分した。短拍手を「しのびで」ということがあり、これは音を立てずに静粛に拍つことをいった。
神拝の方法は多種多様であり、拍手のみの場合や、拝のみの場合もあったが、多くは拝と拍手とを組み合わせて行った。古典に「四段拝奉短手二段拍」や「四段拝奉八開手拍氏短手一段拍拝奉」とある類がそれである。これらの礼は古くは神拝に限らず普通にも行っていたが、後には神拝にのみ用いることとなった。また、合掌はインドの礼であり、初め仏事にのみ用いたが、後には神拝にも用いた。
島田 (2019) の説によると、二礼二拍手一礼が普及する前に行われていた神社参拝の所作は合掌であった。神前で合掌していた理由は前近代の神仏習合にある。神仏習合の時代、人々は神に祈るのも仏に祈るのも区別せず、仏前で合掌するのと同じように神前でも合掌していた。その傾向は明治の神仏分離後も続いた。また、昔の人々は神に祈るとき、座り込むかそれに近い姿勢をとっていた、という。以上が島田 (2019) の説である。
実際は、昭和戦前期の礼法研究者の観察によると、当時の人々は神社で日本仏教風に合掌して祈っていたというよりも、インド仏教風に合掌したままお辞儀する例が多かった。当時刊行された礼法書では「神社に参拝して、手を合せる人が多い」とか、「拝をする時に手を合せる人がある」と指摘されており、いずれの書籍も、手を合わせるのはインド仏教式であるから神社では手を合わせず下におろすのが正しいと主張していた。平成の世に滝川クリステルがオリンピック招致のスピーチで合掌しながらお辞儀をして、ネット上で「あれが日本式かと勘違いされる」などと批判されたが、合掌拝礼は昭和戦前期に神前で行われていた日本の民俗であり、また、それをインド仏教式とみなして日本式の神社にふさわしくないと批判することも当時から行われていたのである。
昭和戦前期に刊行された礼法研究書によると、洋服を着用して神社を参拝する場合は、揖→拝→揖の形式（会釈→最敬礼→会釈と同じ形式）に依ることが従来から多かったという。
軍人の神拝方法は法令で定められていた。たとえば陸軍礼式令は次のように定めていた。
- 単独の軍人が銃を携えないで拝神するときは拝礼を行う[18]。拝礼は最敬礼と同様の方法で行う[19]。最敬礼とは天皇に対して行うもので、その作法は、玉座に面し不動の姿勢を取り、まず天皇に注目し、つぎに頭を正しく上体の方向に保ったまま、ゆるやかに上体を約45度前に傾け、後ゆるやかに元の姿勢に戻すというものである[20]。
- 部隊が武装しないで拝神する場合も拝礼を行う[18]。この場合、指揮者の「脱帽」「拝礼」「直れ」の指示により動作する[19]。
- 単独の軍人が銃を携えて拝神するときは時は捧げ銃（ささげつつ）をする[18]。
- 武装した部隊が拝神するときは、神前に整列し、天皇に対するのと同様の方法で敬礼する[21]。具体的には下士官兵は捧げ銃をし、将校は刀の礼をし、軍旗も敬礼する[22]。ラッパは「君が代」に代えて「国の鎮め（クニのシヅめ）」を吹奏する[21]。

戦時中、護国神社や靖国神社に参拝をするとき、学生も軍人を真似て銃を担って行って捧げ銃をしたという。

### 二拝二拍手一拝の起源
二拝二拍手一拝の起源には諸説ある。神社新報連載記事「神社いろは」の説によると、二拝二拍手一拝は両段再拝に基づく。両段再拝は二拝を2回行うことであり、拝を4回続けて行う場合もあれば、前の二拝と後の二拝の間に祝詞奏上や拍手を行う場合もある。拍手は、日本古来の独自の作法として神祇や貴人を敬い拝む場合に用いられた。平安時代以降、宮中では拍手を行わなくなったが、神前では引き続き拍手を行ってきた。その後この両段再拝も神道流派や神社によって多少の違いも生じたが、明治八年神社祭式で規定された「再拝拍手」を基本にして二拝二拍手一拝の参拝方法が慣例化した。以上が「神社いろは」の説である。また、島田 (2019) の説によると、二礼二拍手一礼の起源は明治八年神社祭式に行き着く。これは拝礼の仕方として「再拝拍手」を規定した。ここでいう再拝とは2回続けて深いお辞儀をすることを意味する。2回お辞儀してから拍手を打つやり方は現在の二礼二拍手一礼に通じる、という。以上の両説に云う明治八年神社祭式は、1875年（明治8年）4月13日に太政官式部寮から布達された「神社祭式」である。太政官式部寮は現在の宮内庁式部職にあたる。
明治17年（1884年）、平田胤雄が『祭式摘要』を出版した。同書は、開扉時と祝詞読了後と閉扉後に、それぞれ二拝二拍手一拝を含む作法を行うことを示した。出版人は平田篤胤の孫にあたり、平田神社の公認を上申した人物でもある。平田流神道家が二拝二拍手一拝の唱道に関わっていたことが分かる。
一説には、平田流神道の『祭式摘要』の著者は、神職養成を担う皇典講究所の祭式の講義を聴講していた。その講義では、祝詞奏上の後に二拝二拍手一拝を行う作法が指導されていたといわれる。最後の一拝を加えた理由について、神社新報の記事は、式部寮の神社祭式では祝詞奏上を拍手で終えるが、実際の作法上それでは何とも締まらないため、祝詞奏上を一拝で終えるような指導をしたのかもしれない、と推測している。一方で、皇典講究所の中には平田流神道を遠ざける動きもあり、たとえば、皇典講究所が校閲した歴史書『帝国史眼』は、平田篤胤を国学四大人に含めずに、荷田春満・賀茂真淵・本居宣長だけを三大人と称している。
明治40年（1907年）、内務省が告示により神社祭式行事作法を定め、その中で、神職らの作法として、二拝二拍手を含む作法を示した。しかしそれには最後の一拝がなかったし、一般参拝者の拝礼作法でもなかった（後述）。
参拝者の拝礼作法については、内務官僚らの校閲・指導により明治44年（1911年）に刊行された『神社行政法講義』において、一拝二拍手→拝詞→二拍手一拝をすれば宜しいとされた。二拝二拍手一拝とは微妙に異なっていた（#内務官僚校閲による参拝心得参照）。
大正9年（1920年）東京帝国大学教授筧克彦が皇国運動（やまとばたらき）なる体操を発表し、体操の前後に二拝二拍手一拝を行う作法を示した。大正13年（1924年）皇国運動は貞明皇后の心を捉え、宮中で実践されるに至った（後述）。
昭和9年（1934年）、文部省が国定修身教科書を改定し、その教師用書に全国神職会撰定「小学児童神社参拝作法案」を参考として掲げ、その中で二拝二拍手一拝を含む拝礼作法を例示した。ここで神社拝礼に二拝二拍手一拝という一連の作法が現れた（後述）。同年、各地の教化指導者が関わる儀式において伊勢神宮への遥拝を行う場合に二拝二拍手一拝を行うことを中央教化団体連合会が認めた。ここに「二拝二拍手一拝」という一連の7字が現れた（後述）。
昭和16年（1941年）、文部省が「礼法要項」を制定した。これにより、神への拝礼として二拝二拍手一拝を行うこともあるとされた。正確には「再拝、二拍手の後に一拝を加へることもある」とされた（後述）。
昭和20年（1945年）の敗戦後、占領軍による神道指令や翌昭和21年（1946年）の内務省決定により、戦前から戦時中にかけて定められた神道の礼式や神社祭式行事作法告示などは廃止される。かわって昭和23年（1948年）、民間宗教団体として再出発した神社本庁が示した神社祭式行事作法では、宮司の作法に「二拝（再拝）二拍手一拝」と記されているが、この作法は戦後に一般化したものであるという。
昭和末期の1985年には国会で「一般市民は、いま参拝するときにはお賽銭を投げて一礼をする、あるいは形式的に二礼二拍手一礼をやっているかもしれません」という発言があった。これにより当時は神社参拝で一礼するのが普通であり、二礼二拍手一礼は「やっているかもしれない」といわれる程度の普及度であったことが分かる。またここに「二礼二拍手一礼」の文言が公式記録に現れた。この時まで戦後歴代首相が靖国神社に参拝するときは二拝二拍手一拝を行うのが通例であったが、この時から閣僚の靖国公式参拝で二拝二拍手一拝するのをやめた。平成以降、橋本首相や安倍首相は二礼二拍手一礼で靖国神社に参拝した。二礼二拍手一礼が一般に浸透したのは平成以降であるという説がある。

### 内務省「神社祭式行事作法」
明治の終わりから昭和終戦直後にかけて、内務省が告示の形式で「神社祭式行事作法」を定め、その中で神職や官吏などが行う作法として、二拝二拍手一拝そのものではないが、それに近い作法を定めていた。やや詳しくいうと以下の通りである。
古来、神社祭式は全国共通のものはなかったのだが、明治の初め社格制度が定めた際に祀典についても一定すべしとの議がおこり、明治8年（1875年）に官国幣社に共通の神社祭式が定められた。しかし行事作法については、一社限りの慣例や、神職各自の習慣に委ねられていた。ここで行事とは祭式を構成する重要事項、たとえば開扉の順序次第などをいい、作法とは祭場における祭典奉仕者の起居進退などをいう。明治40年（1907年）、内務省告示により神社祭式行事作法が定められ、それと既存の神社祭式とがあいまって神社祭祀が統一整備された。この神社祭式行事作法の中で二拝二拍手の作法が示された。ただし、これは二拝二拍手に続いて一拝を行わないので、二拝二拍手一拝とはいえない。
具体的には、二拝二拍手（再拝拍手二）は、開扉の後と、閉扉の前、御幣物奉奠の後に宮司がこれを行うとされた。ほかに宮司が祝詞を奏上する場合や、修祓の際に祓詞を読む場合も二拝二拍手を行うとされた。平凡社 (1941) によると、このほか祈念の際にも二拝二拍手を行うという。この場合、二拝二拍手→祈念→二拍手二拝という順序になる。現代における祈念を伴う二拝二拍手一拝と比べると、拝や拍手の回数が異なるが、二拝二拍手に続いて祈念を込める点、および最後に拝を行う点で似ている。また、拍手の作法については、神社祭式行事作法では、両手を合わせ静かに左右に開いて拍ち合わすとされたが、平凡社 (1941) は更に細かい作法を示している。具体的には、まず両手を胸の前あたりに挙げて合わせ、少し上に向けて指先を揃え、右指の先を左指の第1関節あたりに擦り下げ、打ち終わると再び指先を揃えてから両手を離すという。現代でも神社によっては、これと同じような細かい作法を示すことがある。
明治に定められた神社祭式行事作法は不備が少なくなかった。また、大正3年（1914年）に神社祭式令が皇室祭祀令に準拠して勅令により定められるなど、神社祭式は何度か修正増補されたが、その際に行事作法をも改正すべきところを改正しなかったので、実際の行事作法は各神社の神職が慣例に従って行っていた。しかも行事作法に近世以来の特定流派の方式が混入していて、古来の伝統に基づく故実に副わないと指摘されていた。こうして識者らが行事作法の修正増補を主張したため、神社局は昭和13年（1938年）に皇典講究所へその調査を委託した。皇典講究所は慎重に審議して昭和16年（1941年）8月に神祇院（神社局の後身）へ答申した。神祇院では更に1年間、学識経験者の意見も聴いて調査審議のうえ成案を得て、昭和17年（1942年）内務省告示をもって神社祭式行事作法を公布した（施行は翌年1月1日付け）。改正にあたって神祇院は、(1)「伝統正しき故実に依拠すること」、(2) 神社祭式の意義に適合させること、(3) 礼法の一般精神に斟酌すること、などの点に留意した。
二拝二拍手に関わる主な改正点は、拍手は玉串を奉って拝礼するときにのみ拍手を行うものとし、それ以外の拍手を廃止した。具体的には従来は御扉開閉、御幣物献撤、祝詞奏上の際に宮司や幣帛供進史等が行ってきた二拍手を省いた。
御扉開閉の際の拍手を省いた理由は、神祇院の説明によると「故実と礼の本義にもとづき改正した。二拝二拍手は、重大な行事である神拝の作法であるので、扉の開閉（のような比較的軽い行事）の場合に用いるのは妥当でない。しかも古例にも存在しない」（大意）からであった。また、祝詞奏上の際の拍手を省いた理由については、「これも故実と礼の本義にもとづき改正した。祝詞奏上には拍手を伴わないのが故実である。また祝詞奏上の際に拍手のため祝詞文を懐中にしまうのは礼としてふさわしくない。よって祝詞奏上の作法としてはこれを廃止した」（大意）からであった。一方で、拝礼の行事において従来通り二拝に続いて拍手を行うことにしたのは「拍手の作法は古来神社祭祀においては、祝詞奏上につづく拝礼において拍手を行うことになっている」からであった。
一説には、祝詞奏上などの際の拍手を取りやめた理由は、途中で拍手をすると心持ちと作法が中断されてしまうという指摘があったためであり、また、拍手を伴わない皇室祭祀に倣うという意味もあってのことだといわれている。もっとも、祝詞奏上時に拍手がないと寂しいという意見があり、神祇院は通牒「日拝祈願祈祷当ニ当リ祭典執行ノ場合ニ於ケル作法ニ関スル件」を発して「先再拝、次祝詞奏上、次再拝、次拍手二」と定めたため、日拝や祈祷などでは祝詞奏上の作法の最後に二拍手が行われることになった。
なお、拍手の回数については従来は2回に限られていたが、この改正によって附記で「拍手の数を二とす。但し一社の故実による慣例あるものはこれに依ることを得」と定められ、古式のある神社は2回以外の拍手も特例として認められた。神祇院は「古来正しき伝統」に基づく慣例がある場合はその事実に照らして特例を認めることにしたのである。ただし各神社が特例を設けようとうするときは地方長官に稟議申請する必要があった。
また、この改正で、玉串を奉らないで屋外で拝礼する時も再拝拍手することになった。庭上における立礼の場合は次のように行う。
1. 立ったまま笏を正す。
2. 笏の上端を目の高さに上げ、背中を平にして腰を折る。
3. 笏を正したまま体を起こし、再び拝する。以上「立拝」[56]。
4. 笏を懐に入れる。
5. 両手を合わせ左右に開いて拍ち合わす。原則2回。以上「拍手」[57]。

最後の一拝を規定しないことは従来どおりである。この拝礼を行う者については、幣帛供進使を筆頭に、地方長官、神祇院高等官、地方高等官、宮司、権宮司、禰宜以下を想定するほか、一般参列者をも想定する。一般参列者が屋外で立ったまま二拝二拍手するケースは現在のものに近いが、拝礼者が笏を持つこと、最後の一拝がないことは現在のものと異なる。
戦後、内務省告示としての神社祭式行事作法は昭和21年（1946年）に廃止された。

### 内務官僚校閲による参拝心得
明治44年（1911年）に刊行された『神社行政法講義』は、神社参拝の拝礼では一拝二拍手→拝詞→二拍手一拝をすれば宜しいとした。同書は没年不明の無名の著者によるものだが、内務省の官僚らが校閲・指導していた。すなわち中川友次郎（のち神社局長）、塚本清治（同前）、荻野仲三郎（神社局考証嘱託）の3名が校閲し、宮地直一（同前）が指導したものであった。同書によると、「神社に参詣したら、まず口を漱ぎ手を洗い、神前に蹲踞（しゃがむ姿勢）をして拝礼をなすべし。拝礼の方法としては一般に指示したものはないが、まず一拝し、手を二つ拍ち、拝辞を唱えて、また手を二つ拍ち、一拝すると宜しかろう。拝辞としては普通は
つつしみて何々神社の御前を拝み奉ることを平けく聞食せと申す
で、最も簡単には『守りたまい幸わいたまえ』と申すべし」（大意）ということであった。以上の拝礼方法を二拝二拍手一拝と比べて異なる点は、立礼でなく座礼であること、最初にするのが二拝でなく一拝であること、二拍手を1度でなく2度すること（合計4拍手）であること等であった。

### 筧克彦の皇国運動
大正9年（1920年）に東京帝国大学法学部教授の筧克彦が発表した「皇国運動」は、体操の前後に二拝二拍手一拝を行うものだった。皇国運動は「やまとばたらき」と読み、後年「日本体操」とも表記した。筧克彦が独自に生み出した体操に日本神話を組み合わせた身体技法であった。大正期の宮中で実践された。
皇国運動を宮中に広めたのは貞明皇后であった。当時大正天皇の病は深刻な状況であり、皇后は信心を深めていた。1924年に筧克彦から「神ながらの道」の進講を受け、筧を篤く信頼するに至った。同年8月1日に侍医から皇国運動の生理と実技について説明を受け、自ら体操を試みた。そして宮中に皇国運動を自ら広めようとした。具体的には同10月31日の天長節祝日、皇后自ら体操の指揮を執ってピアノを弾き、午前中は女官一同とともに、午後は侍従・侍医・侍従武官らとともに皇国運動を行い、大正天皇に見せた。同日に出版された『神あそびやまとばたらき』には皇后の側近たちが皇国運動を讃える和歌を寄せた。同11月26日に皇后は皇国体操の解説書を侍従職・皇后宮職の各員に一部ずつ下賜した。12月の京都行啓の際には自ら女官たちに皇国体操を教授した。 貞明皇后は皇国運動に情熱を傾けたのである。
皇国運動の順序については、初めにまず一拝し「掛けまくも畏き天照大神鎮魂（みたましづめ）の神々の大前を謹み敬い拝みまつる」と唱え二拝二拍手一拝を行う。ついであれこれ体操を行う。そして2度目の二拝二拍手一拝をしてから「あっぱれ、あや面白（おもしろ）、あや手伸（たのし）、あやさやけ、おけ」と唱える。つづいて神勅と天降りの詞にうつる。最後は天皇陛下弥栄三唱（すめらみこと・いやさか三唱）をし、3度目の二拝二拍手一拝で締める。以上の順序は1920年時点の順序である。その後の修正で二拝二拍手一拝は形がくずれ、二拝二拍手→唱え詞→二拍手一拝という手順（二拍手をもう1度行う形）になっている。
以上の二拝二拍手一拝は体操の前後に行うものであって、神社参拝を想定したものではなかった。神社参拝については、二拝二拍手一拝を提唱した筧克彦の門下の瀧本豊之輔が昭和6年（1931年）に『神社参拝の手引』 を著した。同書は筧一門で組織する大日本弥栄会の支部が出版したものだった。著者の瀧本豊之輔は逓信省官僚で、後に京都愛宕神社宮司に転じている。 

### 小学児童神社参拝作法
昭和9年（1934年）、文部省は国定修身教科書を改定し、小学児童の神社参拝の課目を設けた。その教師用書に全国神職会撰定「小学児童神社参拝作法案」を参考として掲げ、その中で二拝二拍手一拝を含む拝礼作法を例示した。

これは参考例であって二拝二拍手一拝を規定するものではないが、このほかに神社側が二拝二拍手一拝を求める場合があった。たとえば全国神職会の分会の宮崎県神職会が刊行した作法書は、小学児童の団体参拝では二拝二拍手一拝を行うものとした。同書は一般人の個人参拝などにも二拝二拍手一拝を求めた。ただしそれは祈願を伴わない場合であって、祈願を行う場合は拝や拍手の回数が異なり、二拝二拍手→祈願→二拍手二拝という手順で行うものとされた。これは神職が祈念を行う場合の手順と同じものであった。以上の拝礼作法は、宮崎県民だけでなく国民が常識として心得るべきものであると説かれており、その背後に全国的な取り決めがあることを示唆するものであった。しかしこれと同様の指導が全国で実施された形跡はなく、1940年に全国神職会の本会が刊行した『神社読本』は二拝二拍手一拝に言及することを避けており、神社参拝の方法については、拝礼して拍手を打つ、あるいは敬礼するというようなことを曖昧に述べるにとどめていた。具体的には次のような回りくどい書き方であった。
社頭に拝礼して拍手（かしわで）の音に自ら報賽感謝の念を高め、祈願誓盟の心も深く籠められ、或はただ敬虔の一念に我が頭を下げるのである。
皇典講究所や神宮司庁が編纂した『古事類苑」は拍手を
この間の1937年に教育家が刊行した児童作法案は、個人参拝する際には二拝二拍手一拝を行うが、団体参拝する際には指揮者の号令により最敬礼を行うことを提案していた。

### 伊勢神宮への遥拝
昭和9年（1934年）に中央教化団体連合会が示した「儀式に関する作法」では、各地の教化指導者が関わる儀式において、伊勢神宮に対して遥拝を行う場合、すなわち伊勢神宮を遙か遠くから拝む場合には、二拝二拍手一拝を行うことができるものとされた。具体的には、四大節拝賀式以外の儀式に関して、
儀式の際に遥拝を行う場合は、神宮、宮城の順序に、その方向に向い最敬礼を行うも可なるべく、場合により神宮に対しては二拝二拍手一拝を行うも可なるべし。
と定められた。この作法を示した中央教化団体連合会は、全国の教化団体を統括する半官半民の団体であり、神社系団体の皇典講究所・全国神職会・神宮奉斎会も加盟しているが、神社それ自体は加盟していない。この作法は、儀式の参加者が式場に参集して伊勢神宮を遥拝する場合を想定したものであり、個人や家族の神社参拝を想定したものではない。
この作法は、教化指導者が心得るべき作法を中央教化団体連合会に示してもらいたいという要望が多いので、そうした要望に応えて、当時一般に行われてた公式作法に準拠して立案され、宮内省・文部省などの関係当局のチェックを経たうえて発表されたものであり、「みだりに私見を加えて改変するごときことは許されない」と断定された。
東京大神宮は今でこそ宗教法人の神社であるが、戦前には中央教化団体連合会に加盟する財団法人神宮奉斎会の本部であり、そこに設けられた神社らしき建物は、神社にあらず、伊勢神宮に対する遥拝所であった。神宮奉斎会が神宮遥拝式で二拝二拍手一拝を行うことは「儀式に関する作法」制定後も認められたのである。
この点は、神宮奉斎会とともに中央教化団体連合会に加盟していた皇典講究所や全国神職会（改め大日本神祇会）も同様であった。戦後、これら神社系3団体を母体として設立されたのが神社本庁である。

### 文部省「礼法要項」

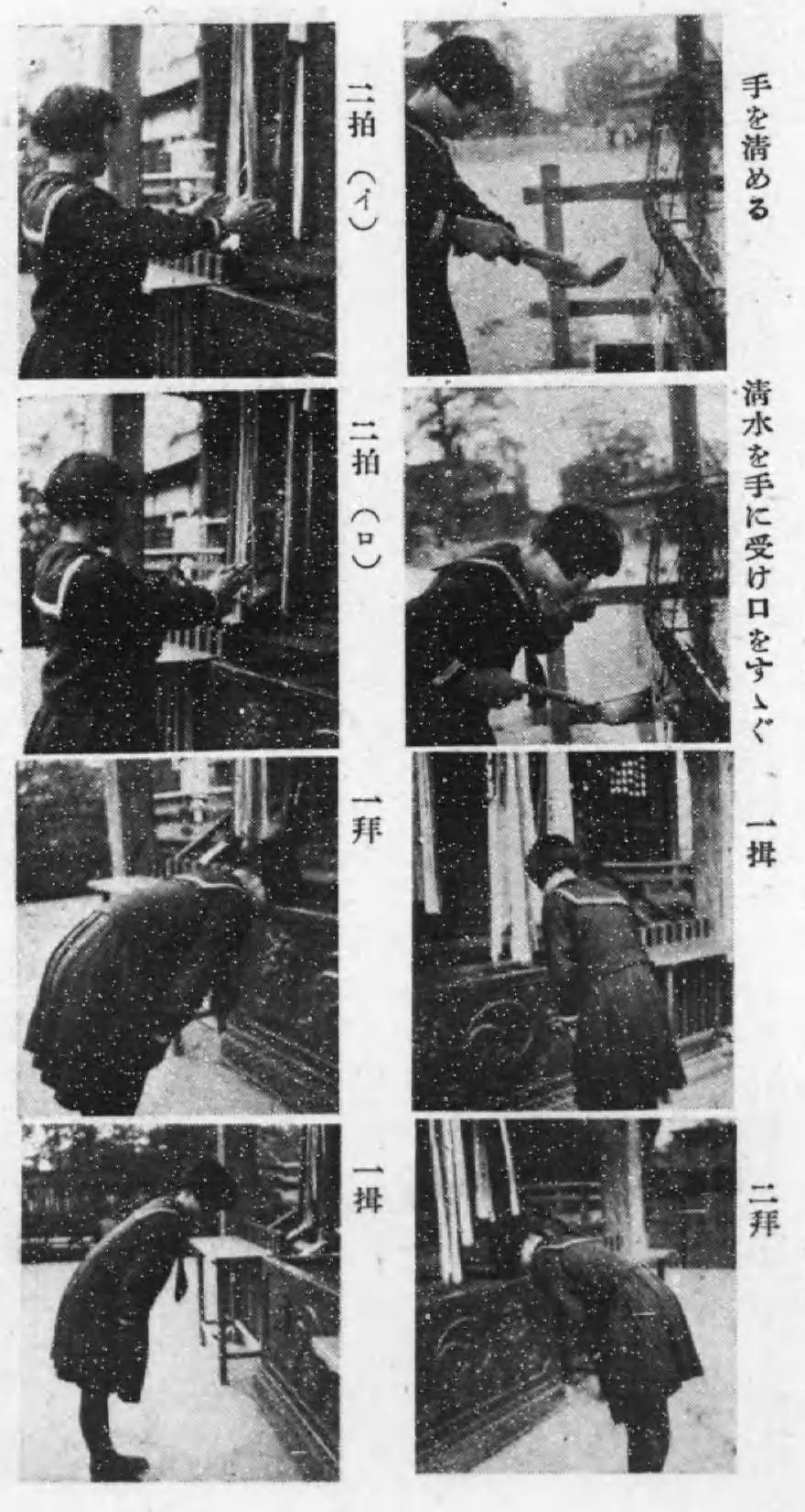
戦前日本のセーラー服少女が礼法要項に基づき神社参拝を実演する。二拝二拍手一拝を行っているが、拝は45度より深いように見える。出典：。

文部省が1941年に制定した礼法要項では、神社の拝礼で二拝二拍手一拝を行うこともあるとされた。詳しくは以下の通りである。
かつて明治末期の1910年に文部省が決定した「師範学校 中等学校 作法教授要項」は、神社参拝についての規定がなく、ただ、神社の前を通過するときは脱帽して敬礼すべしと指導するにとどまっていた。この作法教授要項は制定後およそ30年経過して時勢に合わない点もでてきたので、文部省はその改訂に取り組み、対象範囲を広げて一般国民の礼法の規準になることを期して礼法要項を作成し、1941年4月に各地方長官へ通牒した。

礼法要領は神社参拝の規定を設け、次のように定めた。神社参拝にあたっては、心身を清め、容儀・服装を正しくし、崇敬の誠を致さなくてはならない。神域では静粛を心がける。拝礼に先だって、帽子・外套・襟巻等を脱ぎ、手を清める。拝殿の階下などに進み、そこで恭しく拝礼を行う。そして、拝礼について次のように定める。
神を拝するには、容儀を正し、手を清め、神前に進み、適当な処でとどまる。再拝、拍手二を行ふか又は拝を行ふ。前後に揖をする。
拝は上体を深く（約四十五度）前に傾けて後、徐に元の姿勢に復する。揖は上体を稍々浅く（約十五度）前に傾ける。

再拝、拍手二の後に一拝を加へることもある。〔以下略〕
すなわち礼法要項の規定によると、神社での拝礼には次の3パターンある。
- 拝
- 二拝二拍手
- 二拝二拍手一拝

このうち二拝二拍手と拝が普通であり、二拝二拍手一拝は “そうすることもある” という程度の扱いである。なお、拝だけで済ませるケースとしては、帽子を持ったまま参拝する場合がある。この場合、右手に帽子の庇を持って帽子の内側を右腿に付けながら神前に進んで拝を行う（右手で帽子を右腿に付けながら拍手できない）。
また、拝礼の前後には「揖」をする、つまり約15度の浅いお辞儀をすることが定められている。これは敬礼のうち「会釈」と同じ角度である。当時の解説書で「揖とは会釈にあたる」と言い切られることもある。要するに、二拝二拍手一拝をするときは、最初に会釈、次いで二拝二拍手一拝、最後にまた会釈、という順序で行うことになる。これは現代の太宰府天満宮などでの拝礼作法と違わない。
現代において神社本庁等が要求する拝礼角度はおよそ90度であるが、文部省が礼法要項で定めた拝の角度はその半分の約45度で済まされていた。これは天皇に対して行う最敬礼と同じ角度であった。戦時中「天皇陛下に対し奉りては最敬礼を行ふ」時でさえ45度であったのに、現代では村の鎮守の神様であっても最敬礼の倍の90度の拝礼を要求するのである。天皇の礼遇を超える礼遇を要求しているわけだが、日本の不敬罪は既に廃止されており、村の神社が不敬罪に問われることはない。もっとも、ある和文化研究家によれば、現代の二礼二拍手一礼では30～45度の浅いお辞儀を行うというし、また、あるノンフィクション風テレビ番組によれば、現代の神社では二礼二拍手一礼の浅いお辞儀が一般的であるというから、現状、90度の拝礼を要求する神社は多くないと思われているといえる。

## 社頭拝礼の作法
社頭（社殿前、神前）における拝礼の作法は、以下にみるように様々である。いずれも拝礼の前に手水をとる。

### 神社本庁「拝礼の作法」
神社本庁では、神社参拝は二拝二拍手一拝を基本とするが、神社によっては特殊な拝礼を行うところもあると留保しつつ、次のような「拝礼の作法」を示している。
1. 神前に進み姿勢を正す。
2. 背中を平らにし、腰を90度に折り、拝を行う。これを2回行う。
3. 両手を胸の高さで合わせ、右指先を少し下にずらす。
4. 両手を肩幅程度に開き、2回打つ。
5. 指先を揃え、拝を1回する。

以上の「拝礼の作法」を伊勢神宮のもの（#概要参照）と比べると、言葉の表現に異なるところがあるが、動作としては全く同じである。また、一拝の前に両手を降ろす指示はないが、動画で両手を降ろしているのも伊勢神宮と同様である。神社本庁は伊勢神宮を本宗と仰いでいる。

### 東京都神社庁「拝礼の仕方」
東京都神社庁は、お参りの作法に厳格なきまりはないとしつつも、「一般的な拝礼作法やマナー」をまとめた中で、二礼二拍手一礼の作法による「拝礼の仕方」を示している。この「拝礼の仕方」は神社本庁の示す「二拝二拍手一拝」の拝礼作法とほぼ同じであるが、二拍手と一礼の間に手を合わせて祈ることが追加されている。また、二礼・一礼の際に手のひらを膝の下に下ろしてお辞儀すること、最後の一礼の前に手を降ろすことが明示されている。ウェブサイトに埋め込まれた動画を見ると、次のような詳しい作法が分かる。
1. 神前に着く。
2. 小さく一礼する（かかとを付けてから礼）。
3. 賽銭を賽銭箱に入れる。
4. 鈴や鐘があれば鳴らす（そっと静かに鳴らす）
5. 深く二礼する（かかとを付け、腰を90度ぐらい折り、手のひらを膝の下あたりまで下げる）。
6. 胸の前で、指先を御扉並びに神鏡に向けるようにして手を合わせる。
7. 右手を少し引く（下にまっすぐ引く）。
8. 二拍手する（両手は肩幅に広げる）。
9. 右手を元のように戻す（大切な願い事がある時は手を合わせたまま神に想いを伝えてもよい）。
10. 深く一礼する（かかとを付け、腰を90度ぐらい折り、手のひらを膝の下あたりまで下げる）。
11. 小さく一礼する（かかとを付けてから礼）。
12. 神前を下がる。

以上、ウェブページのテキストで「会釈」となっているものが動画のテロップでは「小さく一礼」になっている。また、鈴や鐘を鳴らす作法はページテキストにないが動画テロップにはある。

### その他の神社の拝礼作法

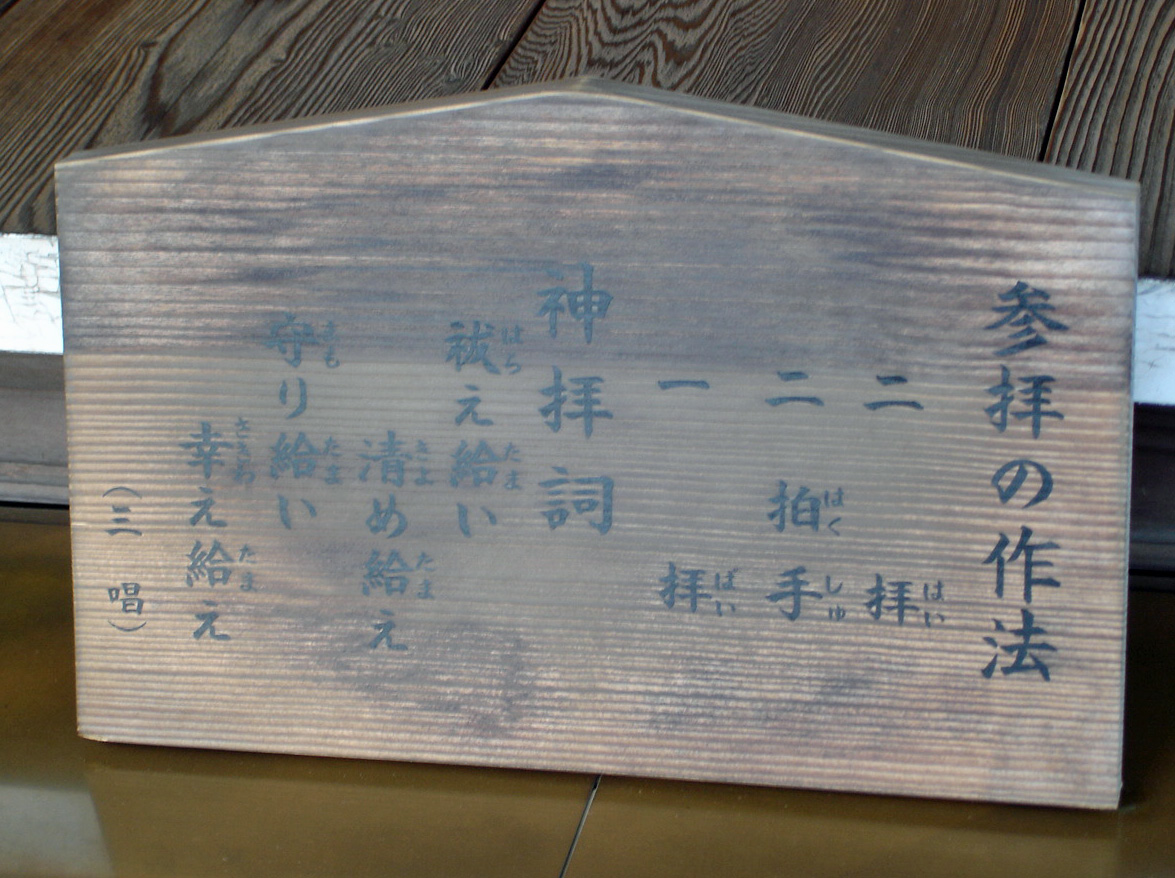
二拝二拍手一拝の参拝作法と神拝詞を示す掲示板。神拝詞を三唱するタイミングは不明。

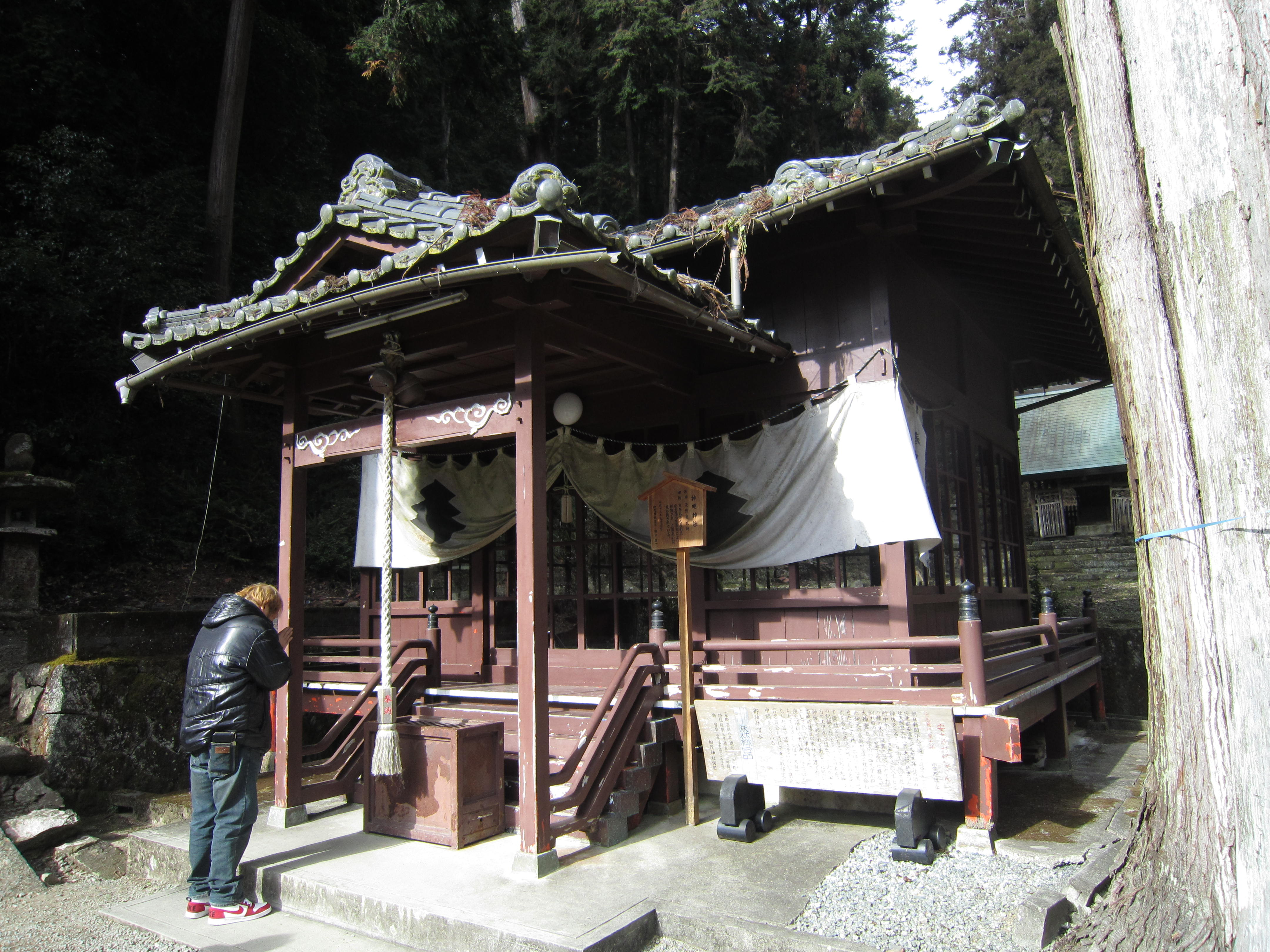
姫路市にある安志稲荷神社・加茂神社の境内での参拝。2018年1月4日。

各地の神社が示している二拍手の拝礼作法について、神社本庁のものを基準にしてそれと異なる点を示すと次の通りである。祈念や祈願に関わる作法については#拝礼中の祈りの節で述べるのでここでは省略する。
- 八坂神社は、鈴や賽銭の作法については正式な順序はないとしながらも、一つの形として、まず賽銭を入れ、次に鈴を振り、続いて二拝二拍手一拝するのがよいとしている[83]。
- 太宰府天満宮では二拝二拍手一拝の前後にそれぞれ軽く会釈する[75]。
- 北野天満宮では二拝二拍手一拝の前に鈴を鳴らす[84]。
- 東京大神宮では、二礼二拍手一礼の前に、賽銭を納めてから会釈する。二礼二拍手一礼の後にも会釈する[3]。
- 愛宕神社では、二礼二拍手一礼の前に、軽く会釈してから賽銭を入れる[85]。
- 福島稲荷神社では、二礼二拍手一礼の前に、まず帽子を取り荷物を置き、軽く会釈し賽銭をあげ鈴を鳴らす。二礼拍手一礼を終えたら軽く会釈して退く。所作の指示も細かく、たとえば、拍手の前に右の中指を左の中指第2関節あたりまで下げるなどと指示している[51]。
- 金刀比羅宮では二礼二拍手一礼の前後に浅い礼を1回ずつ行う。また、冒頭に「神拝詞（となえことば）」として「祓（はら）へ給（たま）へ清め給へ守り給へ幸（さきは）へ給へ」という文言を掲げるが、これをどうするのか指示がない[86]。
- 寒川神社では、二礼二拍手一礼の前に会釈する[87]。
- 高崎神社 (大阪府) は大阪府神社庁に加盟しているが[88]、東京都神社庁の YouTube 動画「神社参拝の作法」を自社サイトに埋め込んである。したがってその拝礼作法は東京都神社庁の二礼二拍手一礼と同じである[89]。

神社本庁と外見上の作法が違わない神社としては、伊勢神宮、住吉大社、箱根神社、小國神社、二宮神社、久能山東照宮、角館総鎮守神明社などがある。沼津日枝神社の二礼二拍手一礼も、神社本庁の二拝二拍手一拝と呼称が異なるが、作法は違わない。

### 各作法の持つ意味
神社本庁によると、拝礼については具体的な作法（かたち）の前提にある意味（こころ）を理解することが重要であるという。各作法の持つ意味については例えば次のような説がある。
- 拝は、現代では敬礼作法の一つとして行われており、日常生活でも感動や感謝の表現として無意識に行われている[2]。
- 最初の二拝は神への敬意と感謝を表している[95]。
- 拍手（ハクシュ）は柏（かしわ）の葉のように指を揃えて打ち合わせるので、一般に「柏手（かしわで）を打つ」ともいわれる[2]。
- 柏手は、神に誠の心を捧げ、神から恩恵を受けていること感謝して打つものである[2]。
- 拍手は鈴を鳴らすのと同じ意味であり、その音で邪気を払う[95]。
- 拍手は神に自分の訪問を知らせる意味がある[95]。
- 拍手のとき右手をずらすのは「神様から一歩下がり神様を敬う」という意味がある[95]。

## 拝礼中の祈り
伊勢神宮の「参拝の作法（二拝二拍手一拝）」は祈りについて言及しない。伊勢神宮では「ご参拝」とは別に「ご祈祷」がある。「ご祈祷」は、申し込みに応じて神宮が執り行うものであり、「祝詞の奏上をもって皆様の真心とお願いごとを大御神にお届けします」という形式である。伊勢神宮では一般参拝者が二拝二拍手一拝の途中で願い事を念じたとしても、それは「ご祈祷」に当たらない。
神社本庁の「拝礼の作法」も祈りについて言及しない。ただし、神社本庁の示す祈願の方法は伊勢神宮の祈祷とかなり異なる。神社本庁の「玉串拝礼の作法」によると、神社で祈願するときは神に玉串を捧げる。玉串とは新鮮な榊の枝に麻や紙を取り付けたものであり、「私たちは、神前に進み、玉串を通して自らの誠の心を捧げるとともに、神さまのお陰をいただきます」という。また、玉串を捧げる過程の途中で「祈念をこめます」と明記している。動画上は玉串を捧げ終えたあとに続いて二拝二拍手一拝を行っている。
神社本庁の唱える“神社で祈願するときは神に玉串を捧げる”という命題の対偶をとれば、玉串を捧げないときは二拝二拍手一拝の途中で何かを念じても祈願したことにならない。一方で神社本庁は、二拝二拍手一拝に関して「そこに、どう心を込めるか、また込めたほうがよいのかは、参拝される皆さんの心の持ち様ではないでしょうか」とも述べており、玉串を捧げない単なる二拝二拍手一拝に祈願を込めてよいかは参拝者のお気持ち次第に委ねられている。
このほか拝礼中の祈念や祈願に言及しない神社としては、八坂神社、久能山東照宮、愛宕神社、沼津日枝神社、金刀比羅宮などがある。
逆に、二拝二拍手一拝の途中、二拍手の後に祈念や祈願をすることを指導する例は以下の通りである。
- 祈りを勧めるが祈願（願い事）を明示しない例
  - 東京大神宮「両手を合わせ、日頃の感謝と祈りを込めます」[3]。
  - 箱根神社「両手を合わせ祈念します」[91]。
  - 小國神社「お祈りします」（手を合わせる人々の写真つき）[92]。
  - 二宮神社「両手の指先を揃えて、祈りをこめます」[93]。
  - 住吉大社「心を込めて祈ります」（写真では手を合わせている）[90]。
  - 角館総鎮守神明社「両手をきちんと合わせながら心をこめて祈ります」[77]など。
- 祈願（願い事）を明示する例
  - 東京都神社庁「両手をきちんと合わせながら心を込めて祈ります」[4]、「大切なお願い事がある時は手を合わせたまま神様に想いを伝えてもいいでしょう」[82]。
  - 太宰府天満宮「手を合わせたまま、日頃の感謝の気持ちをお伝えするとともに、さまざまなお願い事をお祈りします」[75]
  - 北野天満宮「手を合わせ、心の中で天神さまにご挨拶と感謝をお伝えします。お願いごとのある方はお祈りをいたしましょう」[84]。
  - 福島稲荷神社「両手を合わせ祈願を込める」[51]、
  - 寒川神社「願い事を込めて祈ります」（イラスト上は手を合わせている）[87]など。
- 祈念の内容に条件を課す例
  - 高崎神社 (大阪府) 「手を合わせて普段の暮らしに感謝の祈りをします」。「名前と住所を伝えることを忘れずに」、「我欲や、何の努力もしない自分勝手なお願いごとは×」。「『お願いごと』ではなく、『誓い』を」「努力の上でお伝えすることが大切です」[89]。

以上、祈りを勧める場合はいずれも手を合わせることを指導している。かつて昭和戦前期には、神社参拝で手を合わせることについては批判があった。当時の礼法書では「神社に参拝して手を合わせる人が多いが、手は下におろすのが本当で、手を合わせるのはインド仏教式である。これなどは、この際、断然改めなくてはならぬ」と言われていた。これに従えば、二礼二拍手一礼の途中で手を合わせながら祈ることは難しかった。この当時、社頭参拝での祈願については、たとえば全国神職会『神社読本』は拍手の音に祈願の心も籠められると述べており、拍手をもって祈願を兼ねるという建前であって、手を合わせて祈ることの是非を示していなかった。

戦前の神社は公共施設であり、神社参拝は宗教活動でないとされていたため、そこでの祈りのあり方は公の議論の対象となるものであった。これに対し、現代の神社は民間の宗教法人であり、その信教の自由は憲法によって保障されている。神社における宗教上の祈り方について第三者が「正しい作法というものを指導すること」は憲法の理念に矛盾する。しかし、令和の時代、宗教学者の島田裕巳は第三者の立場から「二礼二拍手一礼では、どうしてもこころを込めて神と相対することにはならない。神社で拍手を打ってはならないのだ」などという指導を自ら試みている。その根拠は以下の通り主観や想像を交えたものである（大意）。
昔の参拝は基本的に合掌であった。その仕草は記録に残りにくいが、昭和初期の映画『姿三四郎』では、神前に座ってひたすら合掌して祈りをささげている娘の姿が描かれている。その姿は美しい。そこに祈りがあるからだ。これに対して、二礼二拍手一礼はもともと神職が玉串を捧げる際の作法である。一般人も玉串を捧げた後に二礼二拍手一礼を行うが、通常の参拝において二礼二拍手一礼を行うとき、そこには祈念が欠けている。この欠点について神社本庁が十分に検討してきたとは思えない。単に正しい作法なるものを指導することで自己の権威を示そうとしてきただけではないか。二礼二拍手一礼では心を込めて神と向かい合うことができない。神社で拍手を打ってはならない。

## 拝と礼の異同
拝礼方法の呼び名については、これを二拝二拍手一拝と呼ぶ神社もあれば、二礼二拍手一礼と呼ぶ神社もあり、神社によってまちまちである。神社の中には「二拝二拍手一拝は二礼二拍手一礼とも言われます」として、二礼二拍手一礼を二拝二拍手一拝の別称と見なす場合があり、また、「二礼二拍手一礼は、厳密には二拝二拍手一拝、もしくは再拝二拍手一拝というのです」として、二礼二拍手一礼を通称と見なす場合もある。
神社界の外においても「二拝二拍手一拝」と「二礼二拍手一礼」の言葉の区別は適当である。たとえば、1985年に靖国神社問題が国会で取り上げられたとき、政府が「二拝二拍手一拝」の語を用いる一方、野党議員は「二礼二拍手一礼」の語を用いていたが、それで話が通じていた。21世紀の現代でも、靖国神社は「二拝二拍手一拝」の語を用いており、また、判決文などの公文書もそれを「二拝二拍手一拝」と表記するが、新聞記事はそれを「二礼二拍手一礼」と書くことがあり、政府も国会答弁で（公式に）それを「二礼二拍手一礼」と呼ぶことがある。
ワイドショー番組やブログ記事などでは、二拝二拍手一拝と二礼二拍手一礼は異なるものであり、前者は後者よりお辞儀が深く、「拝」は角度90度、「礼」は30度、などというような説明がなされることがある。一方、普通の神社では、腰を90度に折るような深いお辞儀を「拝」と呼び、それより浅いお辞儀を「揖」と呼び、「拝」と「揖」とを総称して「礼」と呼ぶ。つまり「拝」は「礼」の一種であって、別個の物ではない。
また、戦前の文部省制定「礼法要領」は神社参拝時の「拝」を約45度、「揖」を約15度と定めた。「礼」という言葉については、それ一文字を単語として用いなかった。「礼法」という言葉で礼儀作法全般を指しており、「礼」の一字で特定角度のお辞儀を指すようなことはなかった。

## 靖国参拝時の拝礼
靖国神社では正式参拝（＝昇殿参拝）の方法として、参拝者は手を洗い口をすすぎ修祓をうけ本殿で玉串をそなえ、そして神社祭式である二拝二拍手一拝を行うという基準を定めている。
靖国神社での拝礼は本殿内でも拝殿前でも二拝二拍手一拝の作法によりこれを行う。本殿での参拝が正式参拝である。一般人が正式参拝をするときは、参集殿正面玄関から入り、参拝申込用紙に記入し、玉串料を納め、手水を取り、そして本殿内で玉串拝礼を行う。玉串拝礼は一連の作法であり、その後半で二拝二拍手一拝を行う。具体的には次の手順による。
1. 本殿内の畳の上に立つか、あるいは正座する。
2. 玉串を神職から受け取り、左向きに仰向け寝かせて胸の高さに持つ（右手で榊の根本を上から持ち、左手で榊の葉を下から支る格好）。
3. 台の前に進んで小さく一礼する。
4. 玉串の先を時計回りに90度廻して立てる（両手で榊の根本のあたりを持つ格好）。
5. 祈念する。
6. 玉串を時計回りに180度廻して榊の根本を神前に向ける。
7. 玉串を台に供える。
8. 姿勢を正す。
9. 深く二礼する。
10. 胸の高さで両手を合わせ、右手の先を少し引き、二回手を打ち、右手を元にもどす。
11. 深く一礼する。
12. 小さく一礼して神前から下がる。

祭典・行事・参拝状況によっては玉串を供えない場合もある。その場合の拝礼は単に二拝二拍手一拝しか行わない形になる。

### 中曽根内閣以前の靖国参拝
降伏後占領下の日本が講和条約と安保条約を締結して主権回復の目途をつけた後の1951年10月18日、吉田茂首相は靖国神社に参拝した。靖国神社が民間宗教法人となってから首相が参拝するのはこれが初めてであった。吉田茂はその後さらに代理参拝も含め6回参拝した。つづく鳩山一郎、石橋湛山の各首相は靖国神社に参拝しなかったが、岸信介、池田勇人、佐藤栄作、田中角栄、三木武夫、福田赳夫、大平正芳、鈴木善幸、中曽根康弘の各首相は靖国神社に参拝し、その回数は52回に及んだ。当時、首相が靖国神社に参拝するときは二拝二拍手一拝を行うのが通例であった。
この間、政府は、首相の靖国参拝を公式参拝とするのか私的参拝とするのかで揺れていた。1975年8月15日に三木首相が行った参拝は戦後初めて終戦の日に参拝するものであったが、三木首相は私人の立場で参拝することを表明した。さらに、1980年1月17日、政府は統一見解として、閣僚の靖国参拝を公式参拝として位置づけないことを表明した。その理由は、公式参拝が憲法の禁止する宗教活動に当るかどうかを判断するには社会通念を見極める必要があるが、政府としてそれを把握できておらず、公式参拝が違憲である疑いを否定しきれないため、公式参拝を差し控えるというものであった。

### 中曽根内閣の一礼公式参拝
1985年（昭和60年）8月15日の終戦の日に中曽根内閣の閣僚が公式参拝の名目で靖国神社に参拝するにあたって、二拝二拍手一拝をやめて、ただ一礼する形を採るに至った。その経緯は以下のとおりである。
政府は公式参拝への途を開くため、内閣官房長官の私的諮問機関として「閣僚の靖国神社参拝問題に関する懇談会」を設け、1985年8月9日に報告書の提出を受けた。これは「政教分離に関する憲法の規定の趣旨に反することなく、国民の多数により支持され、受け入れられる何らかの形で、内閣総理大臣その他の国務大臣の靖国神社への公式参拝を実施する方途を検討すべきである」という報告であった。政府はこの報告書を参考にして、社会通念上宗教活動に該当しない参拝方法を模索した。終戦の日の前日ぎりぎりまで検討した結果、二拝二拍手一拝するような参拝形式は宗教儀式にあたると判断し、この形式を採らずに、ただ靖国神社に赴いて一礼をする形をとることに決めた。その日の午後に藤波孝生官房長官が靖国神社を訪れてその旨を伝えた。今日の明日の急な話である。靖国神社の宮司は非常に困惑して様々な意見を述べた。それは、靖国神社は神社本庁に所属していないが、靖国神社自身にも長い間のしきたりがある。この靖国神社への公式参拝がどんな形になるか神社界で注目されている。そういう中で宗教儀式を排した一礼という参拝作法は非常に困る、という話であった。日が明けて8月15日当日、中曽根首相は官房長官と厚生大臣を伴って靖国神社に赴き、本殿において、神道形式の二拝二拍手一拝ではなく、一礼する形式で拝礼し、参拝後「首相としての資格において参拝しました。もちろん、いわゆる公式参拝であります」などと記者団に話した。

公式参拝の5日後の8月20日、衆議院内閣委員会においてこの件につき質疑応答が行われた。政府見解のポイントは次の官房長官答弁である。
従来靖国神社を参拝いたしますときに採ってまいりました参拝の形式などを一切変更いたしまして、いわゆるお祓いもしない、二拝二拍手一拝の拝礼もしない、玉串も捧げない、こういった形で宗教的活動と誤解を受けないようにあらゆる配慮をいたしまして、今回公式で追悼するということに決定をいたしたわけでございます。
野党議員は反発し、日本社会党の小川仁一議員は次のように責めた。
いま形式をお変えになったと言う。参拝の形式というのは色々ございます。戦争中、我々は護国神社や靖国神社に参拝をするときには、学生であっても銃を担って行って捧げ銃の礼をした。また一般市民は、いま参拝するときにはお賽銭を投げて一礼をする、あるいは形式的に二礼二拍手一礼をやっているかもしれません。こういうのは形の表わし方の問題でありまして、形を変えたから宗教活動に当たらないというのは、小手先のゴマカシであります。
日本共産党の三浦久議員は政府答弁を「全くデタラメの見解ですよ」などと非難し、最後に「二礼二拍手一礼、そういう形式をやれば憲法違反の疑いがあるのですか」と質問した。これに対して法制局長官は違憲の疑いのある旨を答弁した。そのわけは、外形から見てその目的が宗教的意義を有する行為と受けとられるおそれがあるから、津地鎮祭の最高裁判決の目的・効果論で考えても、憲法違反の疑いが残る、という理由であった。
靖国神社への公式参拝はアジア諸国から批判を受けたため、中曽根首相はこれ以降の参拝を取りやめた。公式参拝の2年後、衆議院内閣委員会で日本共産党の柴田睦夫議員がこの問題が取り上げた。柴田議員によると、中曽根首相は靖国参拝をやめているが、この間多くの閣僚が参拝している。しかも今年の参拝では、田村通産相と橋本運輸相の両大臣が二礼二拍手一礼の神道形式で参拝をしたと公言している。これは政府の方針から逸脱する違憲行為ではないか、ということであった。これに対して後藤田正晴官房長官は、両大臣が神道儀式に従って参拝したのであれば、それは公式参拝でなく私的参拝のはずであり、私的参拝であればそれは合憲であると思うという主旨を答弁した。

### 橋本首相の二礼二拍手一礼
橋本龍太郎は中曽根内閣の運輸相のとき靖国神社で二拝二拍手一拝したことを公言しており、首相に就任した後の1996年7月29日にも靖国神社を参拝した。このときの参拝の様式は二礼二拍手一礼の神道方式であったと報道され、橋本首相自身もその報道が事実であることを認めた。
橋本首相が靖国神社を参拝した後、小泉純一郎首相が参拝するまでの5年間は歴代首相が靖国神社を参拝することはなかった。

### 小泉首相の一礼
2001年（平成13年）8月13日、小泉首相は公約を果たすため靖国神社を参拝した。直後の記者会見では、公私の区別について「公的とか私的とか私はこだわりません。内閣総理大臣である小泉純一郎が心をこめて参拝した。それだけです」と答えた。翌2002年の4月21日、靖国神社の例大祭に合わせて再び参拝した。翌2003年の1月14日にも「お正月ですし」などと語りつつ参拝し、翌2004年の正月元旦にも参拝した。以上4回の参拝は、いずれも靖国神社の本殿の神前において、神道形式の二拝二拍手一拝ではなく、一礼する方式で拝礼した。
2005年9月30日、大阪高等裁判所は判決で、小泉首相の靖国参拝が憲法20条3項の禁止する宗教的活動に当たると認めた。その理由の一つは、小泉首相の参拝の態様は、神道形式の二拝二拍手一拝ではなく一礼したのみであって正式参拝ではないが、本殿で拝礼しているため社頭参拝よりも宗教的意義が深いと見られ、また、靖国神社側も小泉首相の参拝に宗教的意義を十分に認めていることに照らすと、宗教的意義が浅いと見ることはできない、ということであった。この違憲判断について、細田博之官房長官は国会において、中曽根首相が公式参拝して以降、玉串料は払っていないが、献花料を払っている場合はかなりある。そして二礼二拍手一礼というような宗教的な参拝ではなく、一礼を深々とすることで対応している。こうした前例に倣いながら小泉純一郎首相も私的参拝をしたのであり、このことは憲法に抵触しない。これが政府の公式見解である、と答弁した。
小泉首相は上記違憲判断の翌月の17日にも参拝し、翌2006年の8月15日、首相在任最後の年の終戦の日にも参拝した。小泉首相は在任中に合計6回参拝し、いずれも二拝二拍手一拝でなく一礼方式で拝礼したようである。

### 安倍首相の二礼二拍手一礼
2013年12月26日、安倍晋三首相は靖国神社に昇殿参拝し、二礼二拍手一礼の神道形式で拝礼した。この件にかかる訴訟で、2016年1月28日大阪地裁の判決は憲法判断を避けた。この判決は過去の違憲判断について「その後の社会情勢や国民の権利意識の変化によって裁判所の判断が変わることもあり得る」との考え方を示した。2017年2月28日の大阪高裁の二審判決も同年4月28日の東京地裁の判決も憲法判断を避けた。